# Grimmia cyathocarpa
Grimmia cyathocarpa är en bladmossart som beskrevs av Mitten 1882. Grimmia cyathocarpa ingår i släktet grimmior, och familjen Grimmiaceae. Inga underarter finns listade i Catalogue of Life.